# Adhafera
Aldhafera oder Adhafera (arab. „Locke“) ist der Name des Sterns Zeta Leonis (ζ Leonis) im Sternbild Löwe.
Aldhafera gehört der Spektralklasse F0III an und besitzt eine scheinbare Helligkeit von +3,43 m. Er ist 260 Lichtjahre von der Sonne entfernt.
Die IAU hat am 20. Juli 2016 den historischen Eigennamen Adhafera als standardisierten Eigennamen für diesen Stern festgelegt.